# Províncias marítimas
As províncias marítimas ou Canadá marítimo (em inglês conhecidas como: The Maritimes ou Maritime provinces) são uma região do Leste do Canadá que consiste em três províncias: Novo Brunswick, Nova Escócia e Ilha do Príncipe Eduardo. As províncias da região tinham uma população somada de 1 813 606 em 2016. Juntas com a província mais oriental do Canadá, Terra Nova e Labrador, as províncias marítimas constituem uma outra região conhecida como províncias atlânticas ou Canadá Atlântico.
Localizadas ao longo da costa do Oceano Atlântico, várias sub-bacias aquáticas estão localizadas na região das províncias marítimas, como o Golfo do Maine e o Golfo de São Lourenço. A região está localizada a nordeste da Nova Inglaterra nos Estados Unidos, ao sul e sudeste da Península de Gaspé no Quebec e a sudoeste da ilha de Terra Nova. A noção de uma União Marítima foi proposta em vários momentos da história canadense; as primeiras discussões em 1864 na Conferência de Charlottetown contribuíram para a Confederação Canadense. Esse movimento formou o maior Domínio do Canadá. Os povos indígenas micmac, maliseet e passamaquoddy são nativos da região marítima canadense, enquanto os assentamentos acadianos e britânicos datam do século XVII.

## Etimologia
A palavra "marítima" é um adjetivo que significa "relativo ao mar" ou "do mar", portanto, qualquer terra associada ao mar pode ser considerada um estado ou província marítima. Todas as províncias canadenses, exceto Alberta e Saskatchewan, fazem fronteira com o mar. No entanto, o termo "províncias marítimas" tem sido historicamente aplicado coletivamente a Novo Brunswick, Nova Escócia e Ilha do Príncipe Eduardo, todas as quais fazem fronteira com o Oceano Atlântico. Em outras províncias, exceto em Terra Nova e Labrador e na Colúmbia Britânica, a ocupação humana ao longo do mar é esparsa. A região da Baía de Hudson fica ao norte e tem um clima severo, e a maioria das populações de Ontário, Quebec e Manitoba residem no interior.

## Geografia
A região das províncias marítimas é formada por três províncias: Novo Brunswick, Nova Escócia e Ilha do Príncipe Eduardo. Juntas, as províncias têm uma área total de 130 017,11 quilômetros quadrados, e uma população de 1 813 606 habitantes de acordo com o censo canadense de 2016.
A região possui muitas formações de rocha contendo fósseis antigos, essas formações são particularmente abundantes nas margens da Baía de Fundy. Em Blue Beach, perto de Hantsport, estão as falésias de fósseis de Joggins, que são um patrimônio mundial da UNESCO, onde foram encontrados fósseis de idade carbonífera em abundância. Em Wasson's Bluff, perto da cidade de Parrsboro, foram encontrados fósseis de idade triássica e jurássica.
A península Marítima, que inclui as províncias marítimas, foi coberta por grossas camadas de gelo durante o último período glacial (a Glaciação do Wisconsin). A glaciação cortou os vales em forma de "U" nos vales do rio Saint John e Nefisiguit e empurrou pedras de granito das terras altas de Miramichi para o sul e leste, deixando-as como erráticas quando o gelo recuou no final da glaciação de Wisconsin, junto com depósitos como os eskers entre Woodstock e St George, hoje fontes de areia e cascalho.

### Clima

Tipos climáticos das províncias marítimas segundo a classificação climática de Köppen-Geiger.

Apesar do nome, as províncias marítimas têm um clima continental úmido do subtipo que apresenta verões moderadamente quentes (Dfb, segundo a classificação climática de Köppen). Especialmente na costa da Nova Escócia, as diferenças entre verões e invernos são estreitas em comparação com o resto do território canadense. O clima no interior de Novo Brunswick está em forte contraste durante o inverno, lembrando áreas mais continentais. Os verões são um tanto temperados pela influência marinha em todas as províncias, mas devido aos paralelos ao sul ainda permanecem semelhantes às áreas mais continentais mais a oeste. Yarmouth, na Nova Escócia, tem influência marinha significativa por ter um microclima oceânico (Cfb) limítrofe, mas as noites de inverno ainda são frias, mesmo em todas as áreas costeiras. As áreas mais ao norte de Novo Brunswick estão logo acima da região de clima subártico (Dfc), com invernos continentais muito frios.
| Local         | Província                | Julho (verão) | Julho (verão) | Janeiro (inverno) | Janeiro (inverno) |
| Local         | Província                | Mínimas       | Máximas       | Mínimas           | Máximas           |
| ------------- | ------------------------ | ------------- | ------------- | ----------------- | ----------------- |
| Halifax       | Nova Escócia             | 14 °C         | 23 °C         | −8 °C             | 0 °C              |
| Sydney        | Nova Escócia             | 12 °C         | 23 °C         | −9 °C             | −1 °C             |
| Fredericton   | Novo Brunswick           | 13 °C         | 25 °C         | −15 °C            | −4 °C             |
| Saint John    | Novo Brunswick           | 11 °C         | 22 °C         | −13 °C            | −2 °C             |
| Moncton       | Novo Brunswick           | 13 °C         | 24 °C         | –14 °C            | –3 °C             |
| Charlottetown | Ilha do Príncipe Eduardo | 14 °C         | 23 °C         | −12 °C            | –3 °C             |
| Yarmouth      | Nova Escócia             | 12 °C         | 21 °C         | −7 °C             | 1 °C              |
| Campbellton   | Novo Brunswick           | 10 °C         | 23 °C         | –20 °C            | –9 °C             |

## Sociedade e cultura

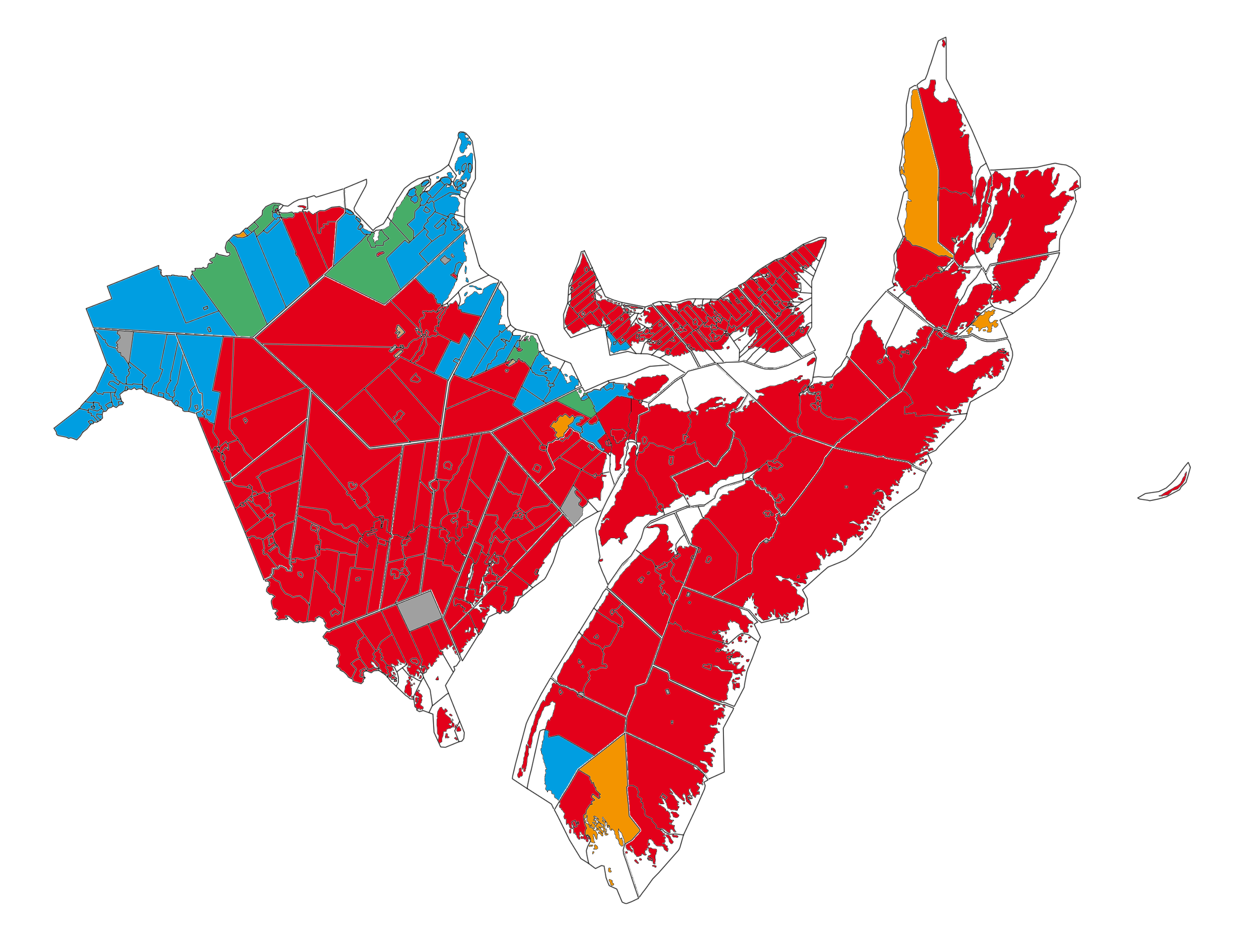
Mapa linguístico das províncias marítimas.
Maioria falante de inglês, menos de 33% falante de francês
Maioria falante de inglês, mais de 33% falante de francês
Maioria falante de francês, menos de 33% falante de inglês
Maioria falante de francês, mais de 33% falante de inglês
Maioria falante de línguas indígenas
Sem dados

A sociedade das províncias marítimas é baseada em uma mistura de tradições e origens de classe. Predominantemente rural até décadas recentes, a região atribui muitas de suas atividades culturais às economias baseadas em recursos rurais da pesca, agricultura, silvicultura e mineração de carvão.
Embora seus habitantes sejam predominantemente de herança da Europa Ocidental (escoceses, irlandeses, ingleses e acadianos), a imigração para o Cabo Bretão Industrial durante o apogeu da mineração de carvão e da manufatura de aço trouxe pessoas da Europa Oriental e também de Terra Nova. As províncias marítimas também têm uma população negra que é, em sua maioria, descendente de afro-americanos leais ou refugiados da Guerra de 1812, em grande parte concentrada na Nova Escócia, mas também em várias comunidades ao longo do sul de Novo Brunswick e no Cabo Bretão (onde a população negra é principalmente descendente das Índias Ocidentais) e na Ilha do Príncipe Eduardo. As reservas das primeiras nações micmac em toda Nova Escócia, na Ilha do Príncipe Eduardo e no leste de Novo Brunswick dominam a cultura aborígine na região, em comparação com a população muito menor da nação maliseet no oeste de Novo Brunswick. A província de Novo Brunswick, em geral, difere das outras duas províncias marítimas porque sua população de origem francesa desempenha um papel significativo na experiência cultural cotidiana. Sendo a única província oficialmente bilíngue do Canadá, muitos dos habitantes de Novo Brunswick falam francês e inglês, especialmente em Moncton e na região da capital, Fredericton.
As atividades culturais são bastante diversificadas em toda a região, com a música, a dança, o teatro e as formas de arte literária tendendo a seguir a herança cultural particular de locais específicos. A notável folclorista e historiadora cultural da Nova Escócia Helen Creighton passou a maior parte de sua vida gravando as várias tradições folclóricas e musicais celtas da Nova Escócia rural durante meados do século XX, antes de esse conhecimento ser eliminado pela assimilação da mídia de massa com o resto da América do Norte. Um fragmento da cultura gaélica permanece na Nova Escócia, especificamente na Ilha do Cabo Bretão. A Ilha do Príncipe Eduardo e Novo Brunswick compartilham com a Nova Escócia esse laço histórico com a cultura gaélica, mas desempenha um papel muito menos significativo em suas respectivas imagens provinciais públicas.
O Canadá testemunhou um "renascimento celta" em que muitos músicos e canções marítimas ganharam destaque nas últimas décadas. Algumas empresas, especialmente cervejarias como Alexander Keith's e Moosehead, criaram uma conexão entre o folclore e o consumo de álcool durante suas campanhas de marketing. Os habitantes das províncias marítimas estavam entre os maiores apoiadores da proibição (na Ilha do Príncipe Eduardo durou até 1949), e algumas comunidades predominantemente rurais mantêm o status "seco", proibindo a venda no varejo de álcool como um vestígio do movimento de temperança original na região.

### Principais cidades
A maior cidade das províncias marítimas é Halifax, que com 403 131 habitantes no censo de 2016, é a capital e maior cidade da Nova Escócia. A cidade de Halifax é o mais importante centro econômico das províncias marítimas e das províncias atlânticas, com uma grande concentração de serviços governamentais e empresas do setor privado. Outras cidades importantes da região das províncias marítimas incluem Cape Breton (94 285 hab.), Moncton (71 889 hab.), Saint John (67 575 hab.), Fredericton (58 270 hab.), Kings (47 404 hab.) e Charlottetown (36 094 hab.).

## Economia

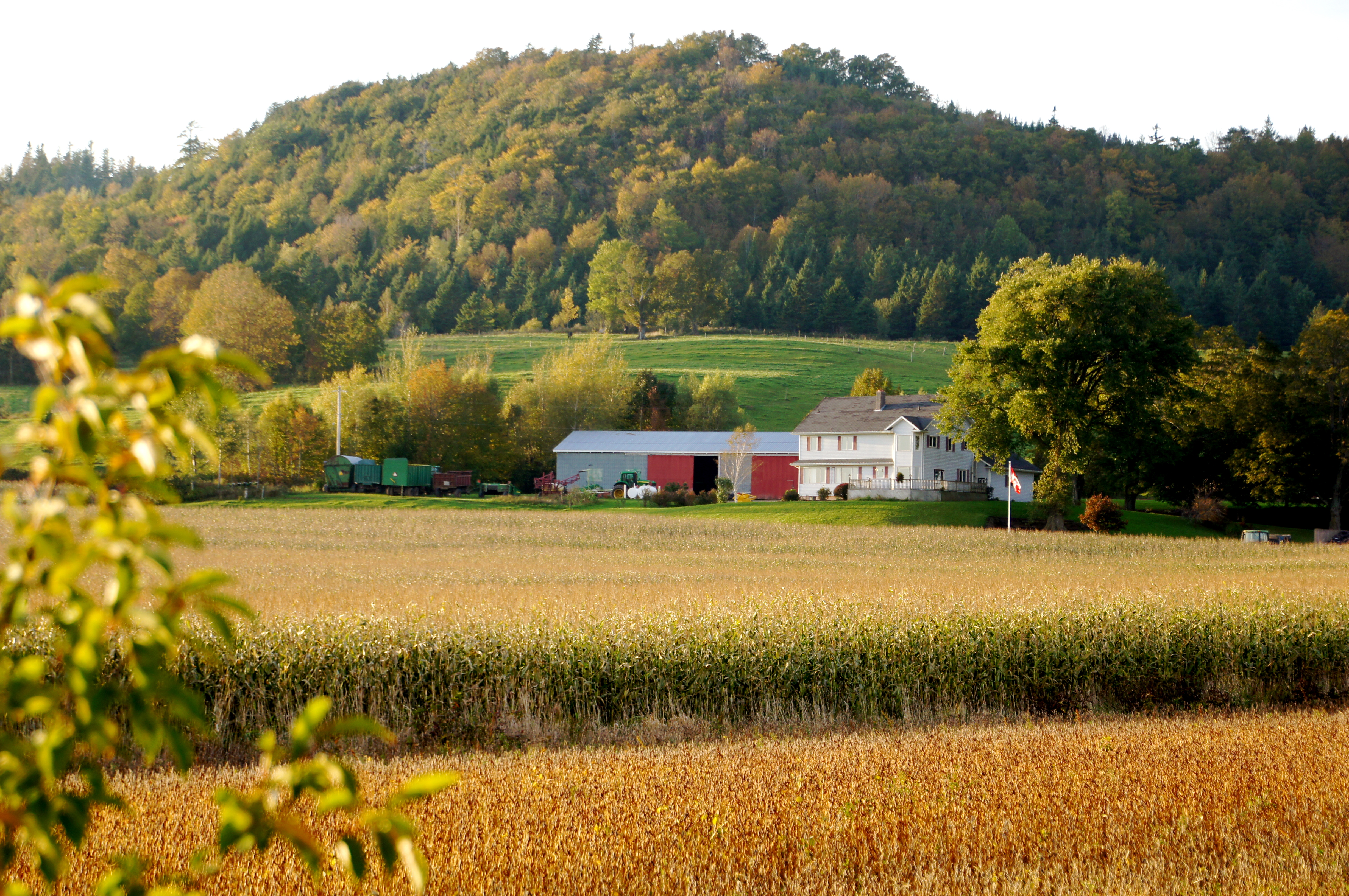
Uma fazenda em Grafton. A agricultura continua sendo um setor importante da economia no vale de Annapolis.

Dada a pequena população da região (em comparação com as províncias do centro do Canadá ou os estados da Nova Inglaterra), a economia regional é uma exportadora líquida de recursos naturais, bens manufaturados e serviços. A economia regional há muito está ligada aos recursos naturais, como pesca, extração de madeira, agricultura e mineração. A industrialização significativa na segunda metade do século XIX trouxe o aço para Trenton, na Nova Escócia, e a subsequente criação de uma ampla base industrial para aproveitar as grandes jazidas subterrâneas de carvão da região. Após a Confederação, no entanto, essa base industrial definhou com a mudança tecnológica, e as ligações comerciais com a Europa e os Estados Unidos foram reduzidas em favor daquelas com Ontário e Quebec. Nos últimos anos, no entanto, a economia regional marítima começou a aumentar sua contribuição na indústria novamente e a transição estável para uma economia de serviços.

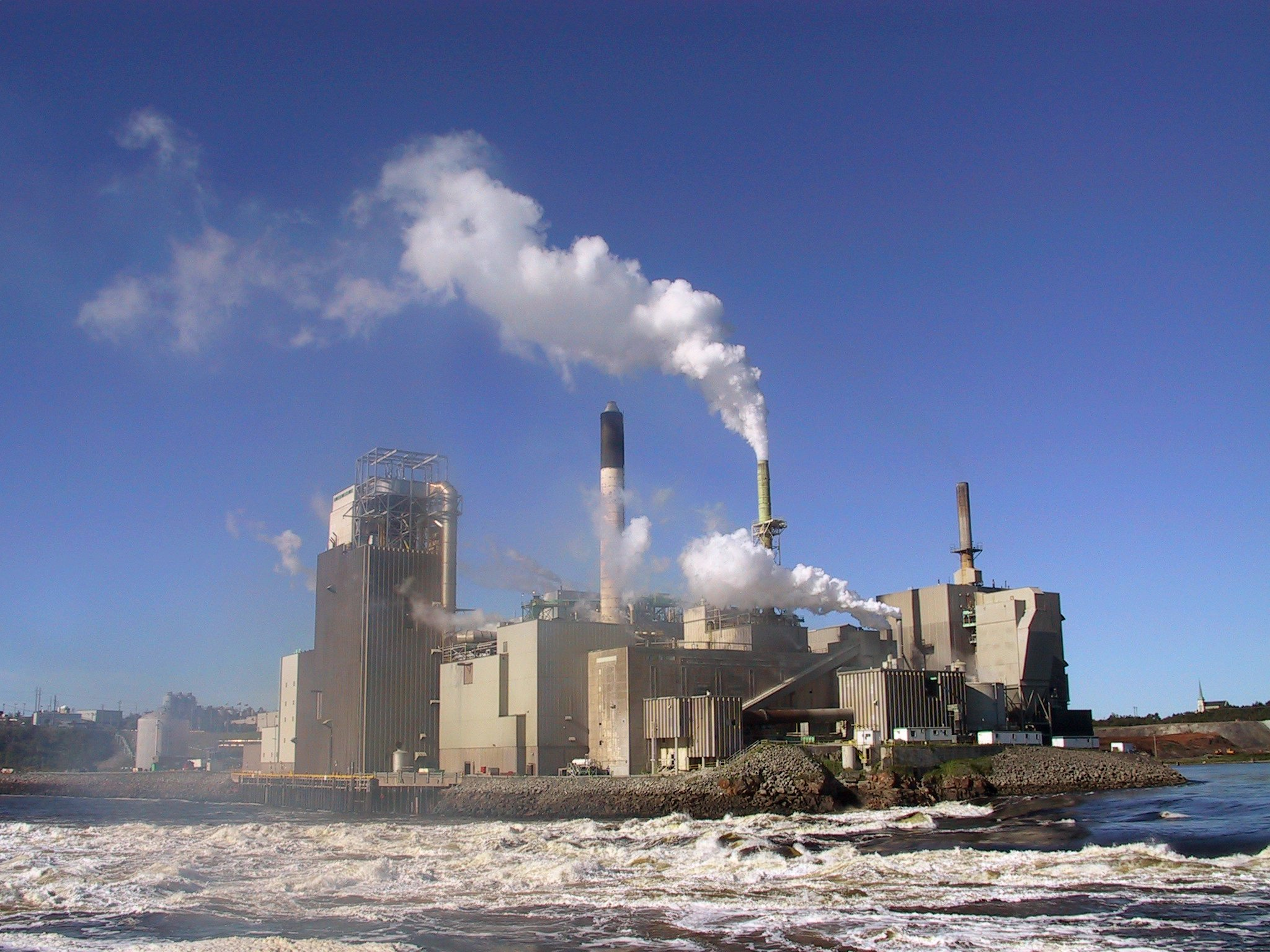
Uma fábrica de celulose em Novo Brunswick.

Centros de manufatura importantes na região incluem o condado de Pictou, Truro, o vale de Annapolis e a costa sul, e a área do Estreito de Canso na Nova Escócia, bem como Summerside na Ilha do Príncipe Eduardo e a área de Miramichi, o litoral norte e o superior Vale do rio Saint John de Novo Brunswick.
Algumas áreas predominantemente costeiras se tornaram grandes centros turísticos, como partes da Ilha do Príncipe Eduardo, Ilha do Cabo Bretão, costa sul da Nova Escócia e as costas do Golfo de São Lourenço e da Baía de Fundy em Novo Brunswick. Outros setores relacionados a serviços em tecnologia da informação, produtos farmacêuticos, seguros e setores financeiros (bem como derivados relacionados à pesquisa de várias universidades e faculdades da região) são contribuintes econômicos significativos.

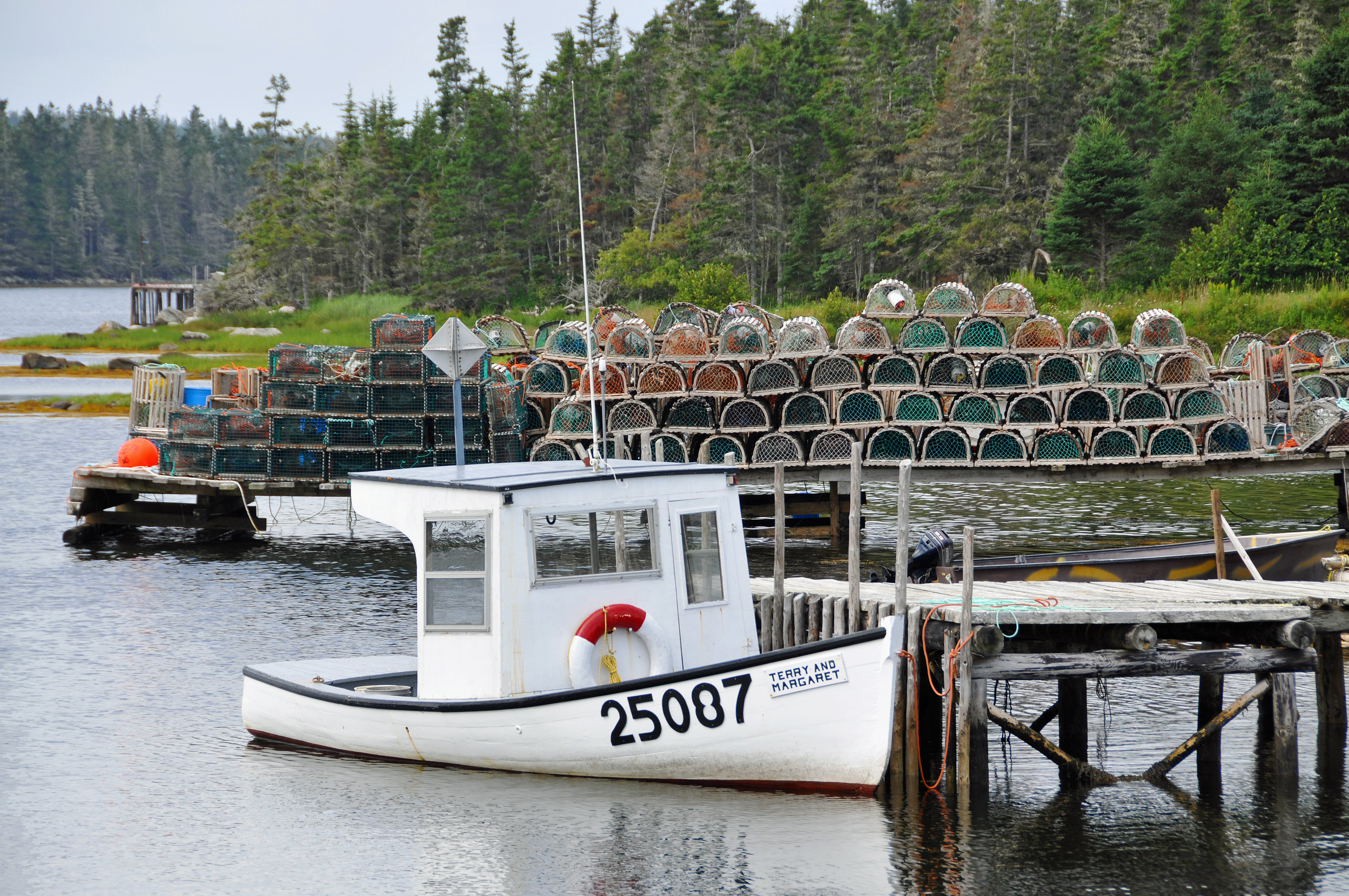
Armadilhas para lagostas em uma doca em Sheet Harbor. A Nova Escócia é a maior exportadora mundial de lagostas.

Outra contribuição importante para a economia provincial da Nova Escócia é por meio de spin-offs e royalties relacionados à exploração e desenvolvimento de petróleo em alto-mar. Principalmente concentradas na plataforma continental da costa atlântica da província nos arredores da ilha Sable, as atividades de exploração começaram na década de 1960 e resultaram no primeiro campo de produção comercial de petróleo a partir da década de 1980. O gás natural também foi descoberto na década de 1980 durante trabalhos de exploração, e está sendo recuperado comercialmente a partir do final da década de 1990. O otimismo inicial na Nova Escócia sobre o potencial dos recursos em alto-mar parece ter diminuído com a falta de novas descobertas, embora o trabalho de exploração continue e esteja se movendo para longe da costa em águas na margem continental.
As redes de transporte regional também mudaram significativamente nas últimas décadas com a modernização dos portos, com a construção de novas rodovias e rodovias arteriais, o abandono de vários ramais ferroviários de baixa capacidade (incluindo todo o sistema ferroviário da Ilha do Príncipe Eduardo e sudoeste da Nova Escócia) e o construção da Calçada do Canso e da Ponte da Confederação. Houve melhorias nos aeroportos em vários centros, proporcionando melhores conexões com mercados e destinos no resto da América do Norte e no exterior.
Apesar das melhorias na infraestrutura e na economia regional, as três províncias marítimas continuam sendo uma das regiões mais do Canadá. Enquanto as áreas urbanas estão crescendo e prosperando, os ajustes econômicos têm sido severos em comunidades rurais dependentes de recursos, e a emigração tem sido um fenômeno contínuo em algumas partes da região. Outro problema está nos salários médios e na renda familiar mais baixos na região do que em outros locais do Canadá. Os valores das propriedades estão reduzidos, resultando em uma base tributária menor para essas três províncias, especialmente quando comparada com a média nacional que se beneficia do crescimento econômico das províncias do centro e do oeste canadense.
Isso tem sido particularmente problemático com o crescimento do estado de bem-estar social no Canadá desde a década de 1950, resultando na necessidade de recorrer a pagamentos de equalização para fornecer serviços sociais obrigatórios em âmbito nacional. Desde a década de 1990, a região passou por um período excepcionalmente tumultuado em sua economia regional com o colapso de grandes porções da pesca terrestre em todo o Canadá Atlântico, o fechamento de minas de carvão e de uma siderúrgica na Ilha do Cabo Bretão e o fechamento de bases militares em todas as três províncias. Dito isso, Novo Brunswick tem uma das maiores bases militares da Comunidade Britânica (CFB Gagetown), que desempenha um papel significativo nas esferas cultural e econômica de Fredericton, a capital da província.

## Política
Juntas, as províncias têm 25 membros na Câmara dos Comuns (25% dos 338 assentos) e 24 membros no Senado (22,8% das 105 assentos).

## Educação

### Nova Escócia

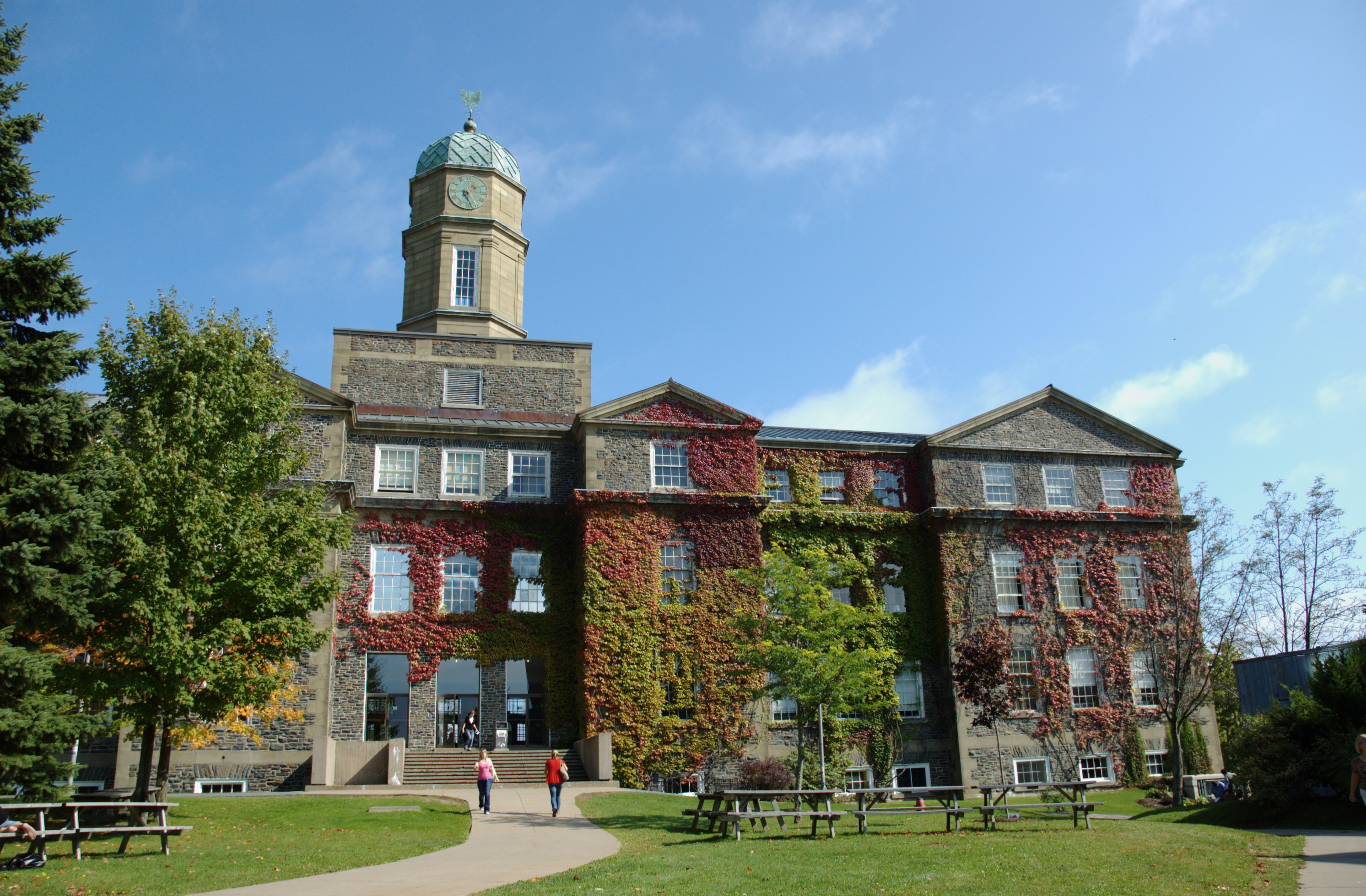
Universidade de Dalhousie.

A Nova Escócia tem mais de 450 escolas públicas para crianças. O sistema público oferece o ensino primário até a 12ª série. Existem também escolas particulares na província. A educação pública é administrada por sete conselhos escolares regionais, responsáveis principalmente pelo ensino de inglês e imersão em francês, e também em toda a província pelo Conseil Scolaire Acadien Provincial, que administra o ensino francês a estudantes cuja língua materna é o francês.
O sistema de colleges da Nova Escócia tem 13 campi ao redor da província. O sistema tem seu foco em treinamento e educação, foi criado em 1988, através da fusão das antigas escolas vocacionais da província.
Além de seu sistema de faculdades comunitárias, a província tem 10 universidades, incluindo a Universidade de Dalhousie, a Universidade King's College, a Universidade de Saint Mary, a Universidade Mount Saint Vincent, a Universidade NSCAD, a Universidade Acadia, a Universidade Sainte-Anne, a Universidade de Saint Francis Xavier, a Universidade de Cape Breton, e a Escola Atlântica de Teologia.
Há também mais de 90 faculdades comerciais privadas registradas na Nova Escócia.

### Novo Brunswick

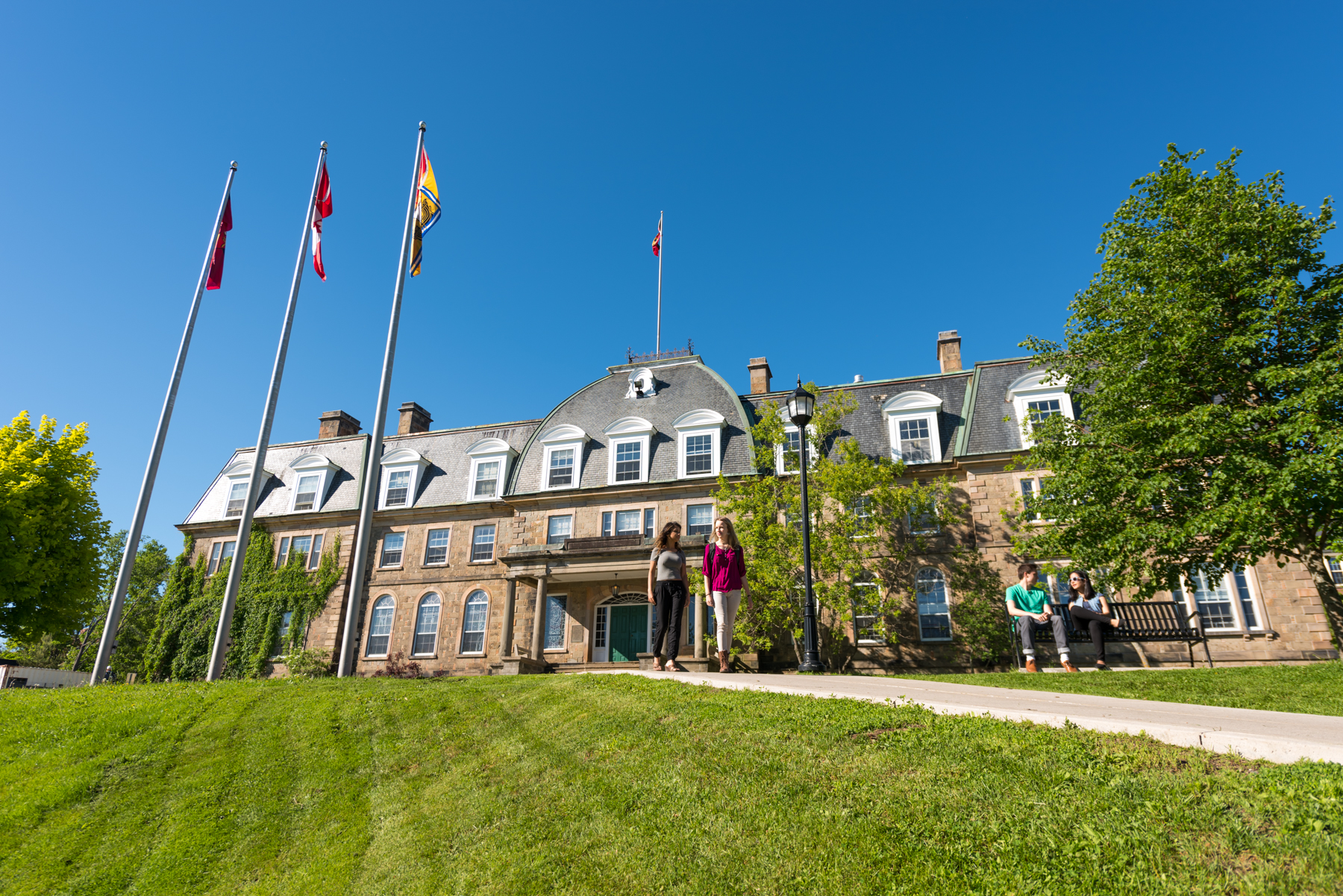
O Sir Howard Douglas Hall, da Universidade de Novo Brunswick, é o edifício universitário mais antigo ainda em uso no Canadá.

O ensino primário e secundário da educação pública na província é administrado pelo Departamento Provincial de Educação e Desenvolvimento da Primeira Infância. A Novo Brunswick tem um sistema paralelo de escolas públicas que oferecem educação de qualidade em inglês e francês.
A província também opera cinco instituições públicas pós-secundárias, incluindo uma faculdade e quatro universidades. Quatro universidades públicas operam campi na Novo Brunswick, incluindo a mais antiga universidade de língua inglesa do Canadá, a Universidade de Novo Brunswick. Outras universidades da província incluem a Universidade Mount Allison, a Universidade St. Thomas e a Universidade de Moncton. Todas as quatro universidades oferecem cursos de graduação e pós-graduação. Além disso, a Universidade de Moncton e a Universidade de Novo Brunswick também oferecem educação profissional. Programas de educação médica também foram estabelecidos na Universidade de Moncton e na UNBSJ em Saint John (afiliada à Universidade de Sherbrooke e à Universidade de Dalhousie, respectivamente).

### Ilha do Príncipe Eduardo
O sistema de escolas públicas da Ilha do Príncipe Eduardo tem um distrito escolar em inglês chamado English School Board, bem como um distrito em francês a Comissão Scolaire de Langue Française. Os distritos de língua inglesa têm um total de 10 escolas secundárias e 54 escolas intermediárias e elementares, enquanto o distrito francófono tem 6 escolas abrangendo todas as séries. Cerca de 22% da população estudantil está matriculada em imersão para aprender o francês. Este é um dos níveis mais altos do país.
A Ilha do Príncipe Eduardo abriga uma universidade, a Universidade da Ilha do Príncipe Eduardo (UPEI), localizada na cidade de Charlottetown.